# Botrodus championi
Botrodus championi är en skalbaggsart som beskrevs av Stanislaw Adam Ślipiński 1990. Botrodus championi ingår i släktet Botrodus och familjen gångbaggar. Inga underarter finns listade i Catalogue of Life.